# Manuel Morais (ativista)
Manuel Morais é um ex-agente da Polícia de Segurança Pública (PSP) português e ex-dirigente sindical conhecido pelo seu ativismo antirracista. É conhecido pela denúncia do racismo nas forças de segurança em Portugal.

## Biografia
Manuel Morais é licenciado em Antropologia, foi comando e agente da Polícia de Segurança Pública, tendo integrado o Corpo de Intervenção.
Foi também vice-presidente da Associação Sindical dos Profissionais da Polícia (ASPP), o maior sindicato da PSP, durante 20 anos. Durante esse período, defendeu os direitos dos agentes e alertou para práticas discriminatórias dentro da PSP.

## Ativismo e Denúncias de Racismo
Manuel Morais ganhou notoriedade mediática ao assumir publicamente a existência de racismo nas forças policiais portuguesas. Baseou as suas posições tanto em testemunhos internos como em estudos sociais, sendo frequentemente citado em reportagens e debates sobre racismo institucional e cultura policial em Portugal.
O seu ativismo causou reações críticas dentro da PSP e do movimento sindical, tendo sido alvo de processos disciplinares. Em 2019, Morais foi afastado da liderança da ASPP.
Manteve colabora com organizações de direitos humanos e iniciativas de combate à discriminação, sem filiação partidária.
É reconhecido pelo seu papel fundamental na sensibilização do debate público sobre a cultura policial e racismo institucional em Portugal.

## Controvérsias
Em 2021 Manuel foi suspenso por 10 dias depois comentários críticos sobre figuras públicas e temas de racismo, tendo recorrido judicialmente.
Estas situações tornaram-se símbolo dos obstáculos enfrentados por agentes que denunciam práticas discriminatórias dentro das estruturas policiais.